# 大河内正質

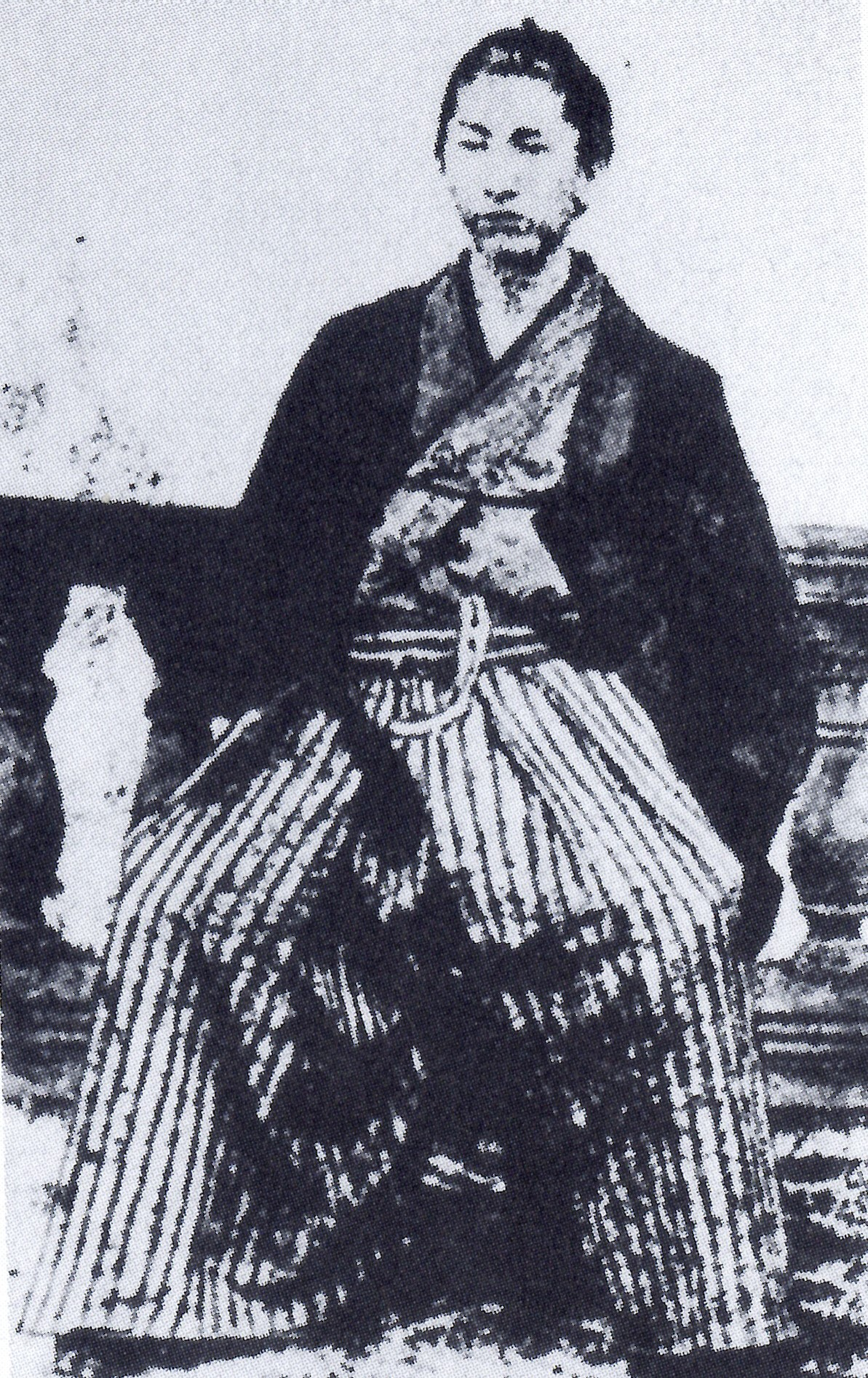
大河内正質

松平 正質（まつだいら まさただ）または大河内 正質（おおこうち まさただ、弘化元年4月11日（1844年5月27日） - 明治34年（1901年）6月2日（グレゴリオ暦））は、幕末の上総国大多喜藩の第9代（最後）の藩主。奏者番・若年寄・老中格。大河内松平宗家11代。

## 生涯
越前国鯖江藩（現・福井県鯖江市）主間部詮勝の五男。正室は松平正和の娘・鋲子。子は大河内正敏（長男）、大河内正倫（次男）、娘（小西某室）。官位は豊前守。
文久2年（1862年）11月18日、先代藩主松平正和の婿養子として家督を継ぐ。同年12月16日、従五位下・備前守に叙任する。後に弾正忠に改める。元治元年（1864年）7月8日、奏者番に就任する。慶応2年（1866年）8月8日、若年寄に就任する。同年10月21日、幕府から京都在住を命じられて、4000両を賜る。慶応3年（1867年）12月15日、老中格となる。
慶応4年（1868年）1月、鳥羽・伏見の戦いでは総督として旧幕府軍を指揮するものの、敗北する。その折には敵兵の頬肉をあぶって酒の肴にしたという話が伝わっている。1月5日夕方、本営の淀から八幡・橋本方面へと撤退した。
同年1月8日、鳥羽・伏見の戦いの敗北により、大坂城を退去する。紀伊から海路江戸に逃走する。同年1月10日、新政府から官位を剥奪される。京都屋敷も没収される。同年2月9日に老中格を解任され、翌日には松平容保らとともに江戸城登城を禁じられる。このため、江戸を出て大多喜に向けて帰国すると、円照寺に入って謹慎した。同年2月19日、旧幕府から逼塞を命じられる。閏4月11日、新政府軍に大多喜城を明け渡し、佐倉藩に預けられるが、同年8月19日に許されて所領を回復した。同年10月23日、官位も元に戻された。
新政府からは「（鳥羽・伏見の戦いの）巨魁は大河内豊前・竹中丹後」と名指しされるほどの旧幕府軍の責任者とみなされながら、帰国後に藩主以下家中が謹慎して大多喜城を速やかに開城したことや、撤兵隊・遊撃隊などの旧幕府軍部隊の勧誘に応じなかったこと（これに応じた同じ上総国の請西藩は改易処分となっている）が新政府への恭順の証明として高く評価され、藩主の交替や所領の削減などの処分を課されることなく藩存続が認められた。
明治2年（1869年）6月24日、版籍奉還により大多喜藩知事に就任する。同年12月4日、米津政敏らと上総国内の知藩事に議事院の設置を建議する。明治3年（1870年）12月9日、大多喜城の破却と開墾の許可を得る。明治4年（1871年）7月、廃藩置県により免官。維新後は大河内姓に復した。
明治4年（1871年）8月、兵部省七等出仕となる。明治5年（1872年）2月、陸軍歩兵少佐に任官する。明治17年（1884年）4月、宮内省七等出仕となる。同年7月8日、子爵を叙爵した。明治18年（1885年）10月、陸軍省七等出仕となる。明治19年3月、解任される。明治20年（1887年）から明治23年（1890年）まで麹町区長。1890年7月10日、貴族院議員に就任し、2期務め死去するまで在任した。

## 家族
父母
- 間部詮勝（実父）
- 松平正和（養父）

妻
- 大河内峯子（1852年 - 1937年） - 松平正和の娘

子女
- 長男 大河内正敏（1878年 - 1952年） - 子爵、本家筋の旧三河吉田藩大河内家を相続。
- 四男 大河内正倫（1885年 - 1948年） - 子爵、正質の家督を継ぎ襲爵。慶應義塾理財科を卒業し、大阪の山口銀行に入行。妻は亀井茲明の娘。長女の寿美子は関屋友彦（関屋貞三郎二男）の妻。二女貞子は松本清一（自治医大名誉教授、日本家族計画協会会長）の妻[12]。長男・大河内正陽（神奈川大学工学部教授を経て専修大学経営学部教授のち経営学部長、専修大学情報科学研究所所長等を歴任）、二男・大河内正孝（1921年 - 1979年）、三男・正雄（1923年 - 1968年）、四男・正也がいる[13]。
- 娘 大河内完子（1887年 - 1970年） - 小西酒造の小西新右衛門（利右衞門）の妻[14]